# Serdar Berdimuhamedow
Serdar Gurbangulyýewiç Berdimuhamedow (Asgabate, 22 de setembro de 1981) é um político turquemeno, e atual presidente do Turquemenistão. Foi vice-presidente do Gabinete de ministros do Turquemenistão de 2021 a 2022. Já ocupou vários outros cargos do governo sob o que é considerado o regime autoritário de seu pai, o presidente Gurbanguly Berdimuhamedow. Ele concorreu com sucesso para sucedê-lo nas eleições presidenciais de 2022 e assumiu o cargo em 19 de março.

## Início da carreira e educação
Serdar Berdimuhammedow estudou na Escola Secundária n.º 43 em Asgabate de 1987 a 1997. Entre 1997 e 2001 estudou na Universidade Agrícola do Turquemenistão, graduando-se como engenheiro-tecnólogo.
De julho a novembro de 2001 trabalhou na Diretoria de Relações Econômicas Externas da Associação de Processamento de Alimentos, seguido por dois anos de serviço militar obrigatório. De 2003 a 2008 trabalhou novamente na Food Processing Association no departamento de frutas e hortaliças e no departamento de cerveja e vinho não alcoólico.
Entre 2008 e 2011, Berdimuhammedow estudou na Academia Diplomática do Ministério das Relações Exteriores da Rússia, obtendo um diploma em relações internacionais. Durante este período, ele foi designado para a Embaixada do Turquemenistão em Moscou como conselheiro da embaixada. De 2011 a 2013 estudou no Centro de Política de Segurança de Genebra, obtendo pós-graduação em assuntos europeus e de segurança internacional. Ele foi simultaneamente designado para a Missão Turquemena para as Nações Unidas em Genebra como conselheiro da embaixada.
De agosto a dezembro de 2013 foi chefe do Departamento Europeu do Ministério das Relações Exteriores turcomeno. De 2013 a 2016 foi diretor-adjunto da Agência Estadual de Gestão e Uso de Recursos Hidrocarbonetos. De 2016 a 2017 foi presidente do Departamento de Informações Internacionais do Ministério das Relações Exteriores turcomeno.
Em 18 de agosto de 2014, Serdar Berdimuhammedow defendeu uma dissertação na Academia Turquemena de Ciências para obter o diploma de candidato à ciência. Em julho de 2015 foi doutor em ciências técnicas.
Ele é frequentemente chamado "filho da nação" pela mídia estatal do Turquemenistão.

## Carreira política
Em novembro de 2016, Berdimuhammedow ganhou um assento no Mejlis representando o 25.º distrito parlamentar em Dushak, na província de Ahal. Em março de 2018, foi reeleito para a Assembleia do Turquemenistão com mais de 90% dos votos em seu distrito. A partir de março de 2017, presidiu a comissão sobre legislação e normas.
Serdar Berdimuhammedow apareceu sob os holofotes políticos após sua nomeação como vice-ministro das Relações Exteriores em março de 2018. Em janeiro de 2019, Berdimuhammedow foi transferido para o cargo de vice-governador da província de Ahal, a região nativa da maioria da elite turquemena. Em junho de 2019, Berdimuhammedow foi elevado a governador (häkim) da província de Ahal. Em fevereiro de 2020, Berdimuhamedow foi nomeado ministro da indústria e materiais de construção do Turquemenistão.
Em 11 de fevereiro de 2021, Berdimuhammedow foi promovido a vice-presidente do Gabinete de Ministros para inovação e digitalização, um novo cargo. Ele foi nomeado simultaneamente para o Conselho de Segurança do Estado e presidente da Câmara De Controle Supremo do Turquemenistão. Em 9 de julho de 2021, Berdimuhammedow foi dispensado de seus cargos no Conselho de Segurança do Estado e na Câmara de Controle Supremo, e como vice-presidente foi designado a pasta de economia e finanças com responsabilidade específica por "questões econômicas, bancárias e organizações financeiras internacionais".
Ele é presidente da Turkmen Alabay Dog Association, e presidente da Associação Internacional de Criação de Cavalos Ahal Teke.

### Presidência (2022–presente)
Foi confirmado em fevereiro de 2022 que Berdimuhamedow estava concorrendo a uma eleição presidencial antecipada em 12 de março, alimentando especulações de que ele seria o sucessor de seu pai como presidente do Turcomenistão. Ele ganhou a eleição com 72,97% dos votos, e tornou-se o sucessor de seu pai como presidente, estabelecendo uma dinastia política. Assumiu o cargo em 19 de março.

## Vida pessoal
Serdar Berdimuhammedow é casado e tem quatro filhos. Um colega de classe da Academia Diplomática Russa o descreveu como equilibrado e despretensioso. Instrutores e outros colegas de classe o descreveram como "modesto, responsivo, educado e calmo".